# Batracobdelloides bangkhenensis
Batracobdelloides bangkhenensis (лат.) — вид плоских пиявок (Glossiphoniidae).

## Название
Родовое название Batracobdelloides происходит от наименования близкого рода пиявок Batracobdella (латинский суффикс -oides имеет значение «близкий, похожий»), в свою очередь, происходящего от греческого βάτραχος «лягушка» и βδέλλα «пиявка» — Batracobdella является эктопаразитом лягушек.
Видовой эпитет bangkhenensis происходит от названия Банг Кхен (тайск. บางเขน) — местности, где располагается кампус университета Касертарта. Авторы описания вида предлагают помимо научного латинского также названия на английском (Bangkhen snail-eating leech), тайском (Pling Gin Hoi Bangkhen) и немецком (Bangkhen Schneckenegel) языках.

## Описание
Общая длина Batracobdelloides bangkhenensis достигает 15 мм, ширина — 6 мм. Тело листообразное, уплощённое в спинно-брюшном направлении, без сосочков (спинная поверхность полностью гладкая). Передняя часть тела отделена от остального тела более узкой перетяжкой, образуя подобие «головки». Края тела с мелкими зазубринами.
Тело прозрачное, со случайным распределением тёмно-зелёного пигмента на спинной стороне. Брюшная поверхность светлая.
Тело сегментированное, сегменты I—II слиты, сегменты III состоит из 1 кольца, сегменты IV—V состоят из 2 колец, сегменты VI—XXIII — из 3 колец, сегменты XXIV—XXV — из 2 колец, сегменты XXVI—XXVIII — из 1 кольца. Суммарно количество колец равно 68.
На переднем конце тела имеется две пары глаз, глаза передней пары небольшие, малозаметные; глаза задней пары существенно крупнее. Находятся на III сегменте.
Имеется мускулистый хобот. Желудок с 7 парами слабоветвистых карманов (отростков), среди которых наибольшей длиной и числом ветвлений обладают карманы последней пары. Кишечник с 4 парами коротких карманов.
Гермафродиты. Имеются семенной и яйцевой мешки. Мужское и женское половые отверстия (гонопоры) разделены 2 кольцами (мужская гонопора расположена между XII и XIII сегментами, женская — на XIII сегменте), то есть занимают более каудальное положение по сравнению с другими видами рода Batracobdelloides. Семенных мешков 6 пар.
Количество детёнышей в потомстве — от 7 до 15 особей. После откладывания коконы прикрепляются к брюшной стороне тела.

## Образ жизни
Пресноводный вид. Обнаружена на мелководье в небольших искусственных прудах на месте бывшего рисового поля, в том числе на поверхности околоводной растительности.
Эктопаразит. В отличие от большинства видов рода, паразитирует не на рыбах, а на брюхоногих моллюсках (аналогичная особенность присуща Batracobdelloides moogi). Наблюдалось питание видами Bithynia siamensis, Indoplanorbis exustus, Radix rubiginosa, Physella acuta и Pomacea canaliculata. Пиявки откладывают потомство и вынашивают коконы внутри раковин моллюсков, молодые особи покидают раковины спустя неделю после вылупления. Питаются как жидкостями, так и тканями улиток.

## Распространение
Описана по находкам из водоёмов на территории кампуса университета Касертарта в Бангкоке, Таиланд.

## Таксономия
Согласно молекулярным данным, является базальным видом рода Batracobdelloides (то есть обособляется от других видов в ходе эволюции наиболее рано).